# بومة قرناء كبيرة
البُومَة القَرناء الكَبيرة، المعروفة أيضًا باسم البُومَة البَبريَّة والبُومة الناعبة والبُومة السنوريَّة والببر المُجنَّح، هي إحدى أنواع البوم الضخمة المتوطنة في الأمريكيتين. تُعتبر من بين أكثر أنواع الطيور تأقلمًا، إذ يشتمل موطنها الشاسع على طائفةٍ واسعة من الموائل الطبيعيَّة مُتناقضة التضاريس والمناخ، وهي بهذا أكثر البومات النمطيَّات انتشارًا في الأمريكتين.
بسبب عِظَم قدر هذه البومة ورحابة موطنها تُعدُّ واحدةً من أكثر طيور البوم عرضة للمُراقبة والمُلاحظة. والبومة القرناء الكبيرة قويَّة صِلة النسب بِنظيرتها الأوراسيَّة البُوهة الشماليَّة، المعروفة أيضًا باسم البومة العُقابيَّة أو البعفة (Bubo bubo)، وهي مثلها قُسِّمت إلى سُلالات كثيرة تختلف فيما بينها في القدّ وفي اللون. أكبر السُلالات موجودة في الارتفاعات العالية والعَروض البعيدة عن خط الاستواء، وأصغرها في غابات الأراضي الواطئة المداريَّة وفي الصحاري. الطيور في الغابات الرطبة هي أكثرها قتامة، في حين تكون الطيور من الصحاري أو المناطق التي يكسوها الثلج مُعظم أوقات السنة أفتح لونًا بكثير. على سبيل المِثال يُمكن تمييز السُلالة الڤرجينيَّة بسهولة عن السُلالة المُغبَّرة، فالأولى شكلٌ غامق من أمريكا الشماليَّة الشرقيَّة، بينما الأخرى سُلالة صحراويَّة فاتحة من أريزونا وشماليّ غرب المكسيك.
يَتكوَّن نشيد البومة القرناء الكبيرة من سِلسِلةٍ من الأصوات الناعِبة الهادرة، كما أنَّ لها ضروبًا مُختلفة من النِّداءات تشملُ النُباح والهرير والصُراخ. ويِضعُ هذا البوم بيضه في مواقع مُختلفة الأشكال يَغلب أن تكون أعشاشًا مهجورةً من العيدان للبيزان والزيغان والعقاعق. كما أنه يُعشش أيضًا في أجواف واسعة في الأشجار والصخور. في حالاتٍ قليلة يُعشش في أبنية المزارع المكشوفة أو أي بُنيان من صُنع الإنسان أو حتى على الأرض أحيانًا.
الحِضنة المُعتادة بيضتان إلى ثلاث بلونٍ أبيض. الأنثى مسؤولة عن الرخم الذي يحتاج إلى نحو 32 يومًا. تُغادرُ الفراخ العش عندما تبلغ من العمر 5 أو 6 أسابيع، ولكنها لا تطير على نحوٍ جيِّد حتى تبلغ من العمر 9 أو 10 أسابيع. وتفترس البومة القرناء الكبيرة بشكلٍ سائد صِغار الثدييات والطيور، ولكن قوتها منوَّع جدًّا يَشمل اللافقاريَّات والأسماك والبرمائيات والزواحف والثدييات والطيور. كما تختلف أحجام فرائسها بين الحشرات الكبيرة والقوَّاعات والظربان والطَّيهُوج.
كان عالم الطبيعة الألماني يوحنا گيملن أوَّل من وصف هذه الطيور وصفًا علميًّا في سنة 1788، ولمَّا كانت قد شوهدت في المُستعمرات الڤرجينيَّة لأوَّل مرَّة، فقد أُطلقت عليها تسمية Bubo virginianus العلميَّة، بمعنى "البُومة الڤرجينيَّة. تنتشر البومات القرناء الكبيرة عبر طائفةٍ واسعة من الموائل الطبيعيَّة: من الغابات الكثيفة إلى الصحاري وحتى المنتزهات العامَّة في بعض ضواحي المدن.

## الوصف

### القدّ

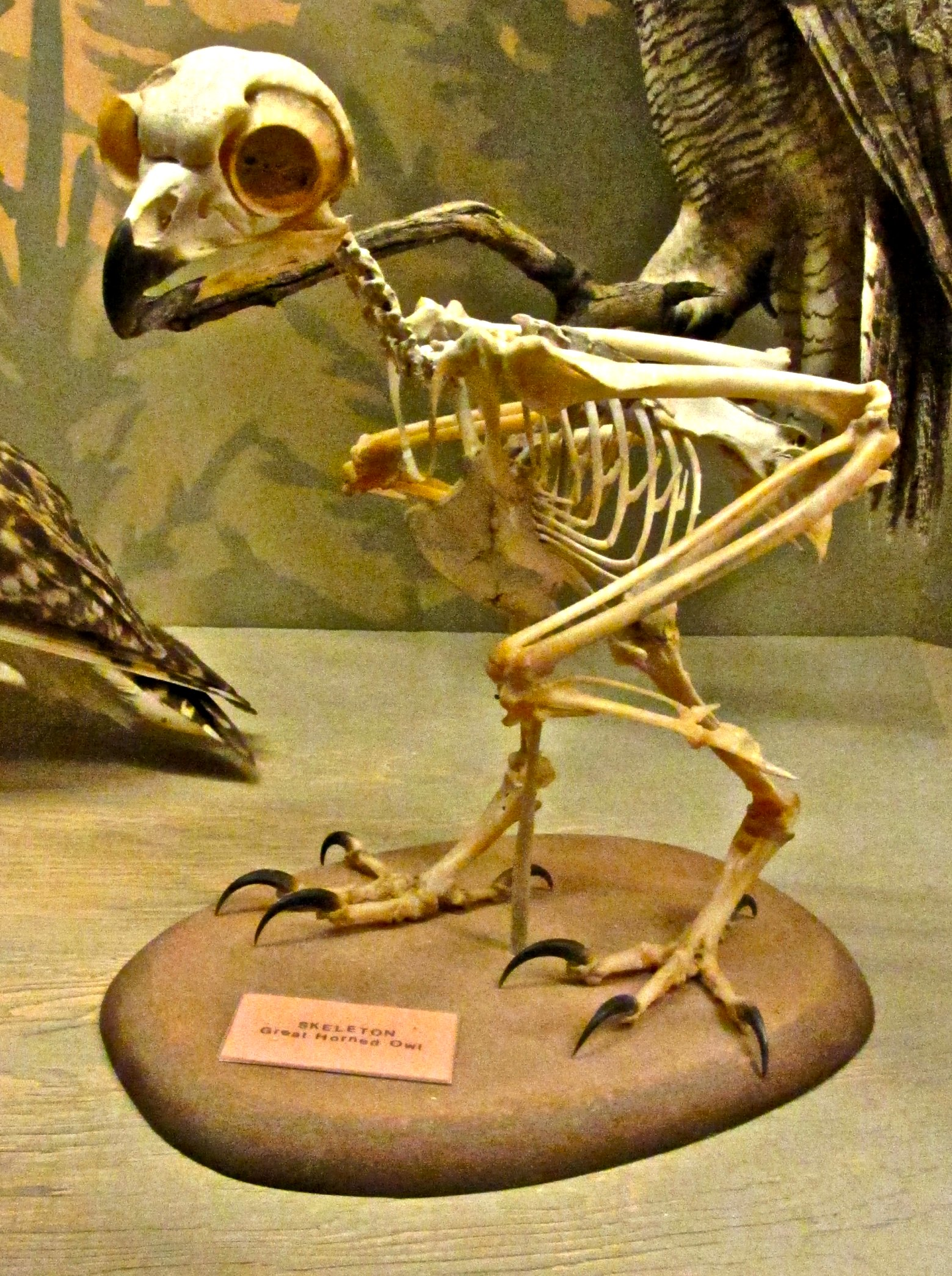
هيكل عظمي لبومة قرناء كبيرة.

البومة القرناء الكبيرة أثقل أنواع البوم المقيمة في أمريكا الوسطى والجنوبيَّة، وثاني أثقل بومة في أمريكا الشماليَّة، بعد البومة البيضاء (B. scandiacus) وثيقة الصِّلة، على الرغم من اختلاف هيئتها. يتراوح طول هذه البومات بين 43 و64 سنتيمتر (17–25 إنش)، وباع جناحيها بين 91 و153 سنتيمترًا (36–60 إنشًا). الإناث أكبر حجمًا من الذكور في جميع السُلالات، ويصلُ مُعدَّل طول الطائر البالغ منها إلى 55 سنتيمتر (22 إنشًا)، وباع جناحيه إلى 124 سنتيمتر (49 إنشًا)، ويزن حوالي 1.4 كيلوغرامات (3.1 رطل). يتراوح وزن هذه البومات بين 0.6 إلى 2.6 كيلوغرامات (1.3 إلى 5.7 أرطال) باختلاف السُلالة. من المقاييس الأخرى: الذيل المُتراوح بين 17.5 و25 سنتيمترًا (6.9–9.8 إنش)، ووتر الجناح المُتراوح بين 31.3 و40 سنتيمترًا (12.3–16 إنشًا)، والرصغ المتراوح بين 5.4 و8 سنتيمترات (2.1–3.1 إنش)، وأخيرًا المنقار الذي يتراوح طوله بين 3.3 و5.2 سنتيمتر (1.3–2.0 إنش).

### الكِسوة والهيئة الخارجيَّة
يختلفُ لون كِسوة البومات القرناء الكبيرة اختلافًا واضحًا باختلاف سُلالاتها، دون أن تختلف من حيث شكل الجسد الخارجيّ. فهي تظلُ طيورٌ ضخمة، ذات أجسادٍ شبيهة بشكل البرميل، وتمتلك رؤوسًا ضخمة، وأجنحةً عريضة. للبوالغ خصلٌ ريشيَّة على آذانها، وهي نوع البوم الوحيد المُتمتع بهذه الصفة عبر كامل أنحاء موطنها. قرص وجهها يتخذُ لونًا مُحمرًّا، أو بُنيًّا، أو رماديًّا، كما تمتلكُ بقعةً بيضاء بارزة على حلقها، يختلف حجمها من طائرٍ إلى آخر. القزحيَّة صفراء عند جميع السُلالات، ولا يخرج عن هذه القاعدة إلّا سُلالةٌ واحدة هي البومة القرناء الكبيرة الأمريكية الجنوبيَّة (B. V. nacurutu). يُخطئُ الكثير من العامَّة ويعتقدون أن تلك البومات قرناء (ذات قرون) بالفعل، غير أن هذا بعيدٌ عن الصحَّة، فما يظهر على رأسها ليس سوى خصل ريشيَّة، وليس بقرونٍ ولا آذان. القسم السُفلي من جسدها غالبًا ما يكون فاتحًا ومُقلَّمًا ببعض الخطوط البُنيَّة، أمَّا القسم العلوي فغالبًا ما يكون مُرقشًا بالبُني. أغلب السُلالات مُقلَّمة الجوانب أيضًا. الساقان والقدمان مكسوَّان بالريش حتى المخالب، ويظهرُ بعض الجلد الأسود على تلك الأخيرة، وتتميز هذه البومات بساقيها وقدميها فائقة القوَّة، والتي لا يُنازعها أيُّ بومٍ آخر في قوَّتها إلّا بضعة أفراد أخرى من جنس البومات القرناء. يختلفُ لون الكِسوة الخارجيَّة باختلاف المنطقة أو الإقليم المُناخي الذي يقطنه الطائر، وفي بعض الأحيان بين الجمهرات قاطنة ذات المنطقة؛ فالطيور قاطنة المناطق الشماليَّة شبه القطبيَّة تتخذُ لونًا مُصفرًّا باهتًا، أمَّا تلك قاطنة أمريكا الوسطى والجنوبيَّة فلونها بُني شوكولاتيّ قاتم.

### النعيب
نداء هذا النوع من البوم عبارة عن نعيبٍ هادر نمطيّ يتكوَّن في العادة من خمسة مقاطع، وفي أحيان قليلة من أربعة فقط. نعيبُ الأنثى أعلى من نعيب الذكر، وترتفع حدَّته عند نهايته. تصدرُ الفراخ الصغيرة التي ما زالت تعتمدُ على رعاية أبويها هسهسة أو صراخ للمطالبة بالطعام أو للتعبير عن انزعاجها أو خوفها، وفي هذا الصوت شبه كبير بصوت الهامة (Tyto alba) المعروفة أيضًا ببومة الحظائر أو البومة المصاصة.

### أنواعٌ مُشابهة
يُمكنُ تمييز هذه البومات عن غيرها من أنواع البوم قاطنة موطنها بسهولة، فهي أكبر حجمًا من أغلب الأنواع، والوحيدة ذات الخصل الريشيَّة على آذانها، وأكثرها تقليمًا. غير أنَّه من السهل الخلط بينها وبين أنواع أخرى شديدة الشبه، من شاكلة البومة القرناء الماجلّانيَّة (B. magellanicus) المعروفة أيضًا باسم البومة القرناء الصغيرة، والتي يتقاطع موطنها معها على الأرجح في أقصى جنوب أمريكا الجنوبيَّة. كانت البومة الماجلّانيَّة تُعتبرُ سُلالةً من البومة القرناء الكبيرة، لكنها صُنِّفت كنوعٍ مُستقل بسبب صغر حجمها الكُلِّي، وحجم رأسها وقوائمها خاصَّةً، ولِقلَّة التقليمات على القسم السفلي من جسدها. تبدو أنواعٌ عديدة من البومات القرناء شبيهةٌ بهذا النوع ظاهريًّا، لكن الأخيرة نشأت بحسب الدراسات من عرقٍ مُختلف (مع البومة الماجلّانيَّة). تظهرُ البومة الأذناء (Asio otus) الأمريكيَّة الشماليَّة شبيهةً بالقرناء الكبيرة من حيث التقليمات ولامتلاكها خصل ريشيَّة على آذانها أيضًا، غير أنها أصغر حجمًا وأكثر نحولاً، وتتمتع بخطًّ رمادي يقسم قرص وجهها إلى شطرين، كما أنَّ خصل ريشها أقرب إلى بعضها من خصل ريش البومة القرناء.

### السُلالات

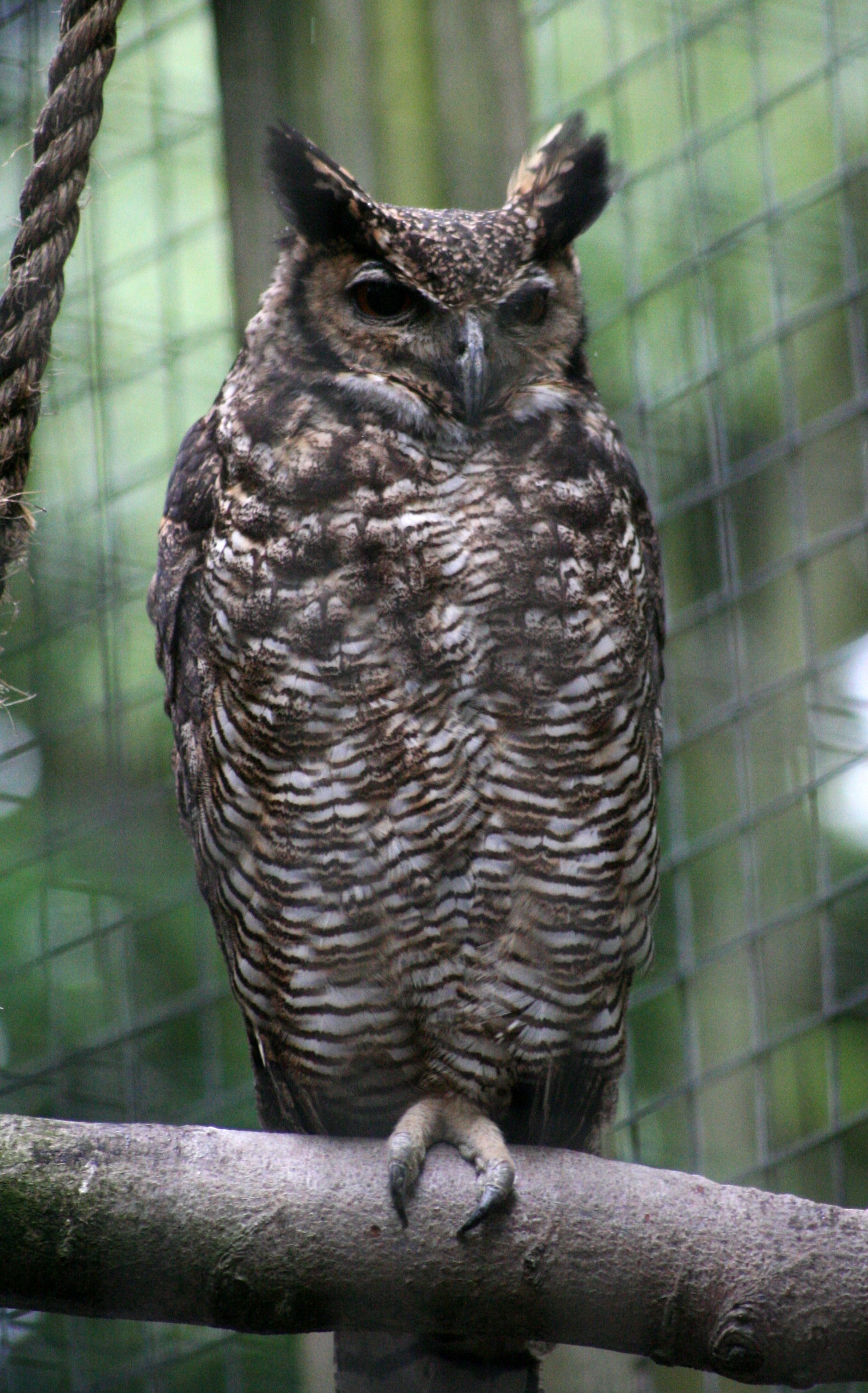
البومة القرناء الكبيرة الأمريكيَّة الجنوبية B. v. nacurutu (لاحظ عيناها الداكنتان).

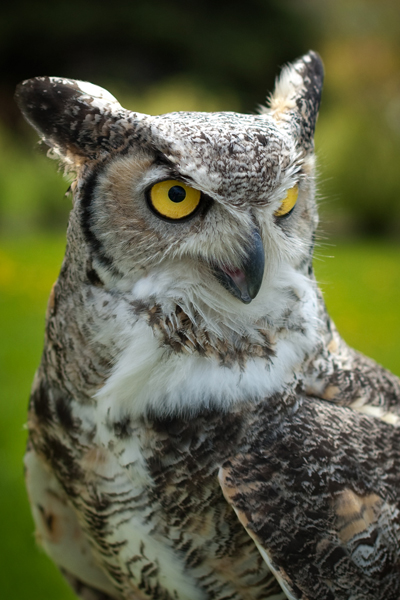
البومة القرناء الكبيرة الشماليَّة (B. v. subarcticus). طائرٌ من مانيتوبا.

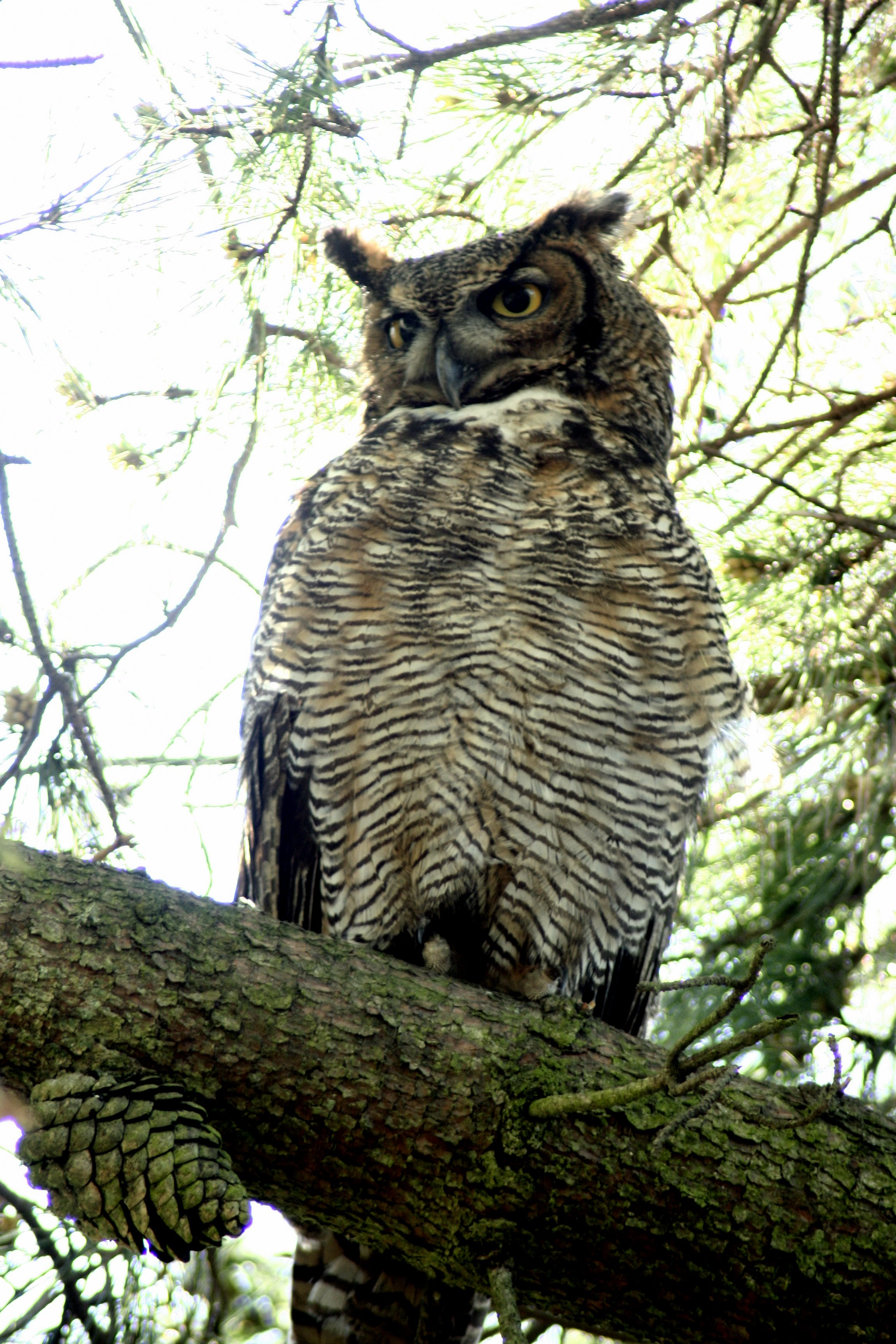
البومة القرناء الكبيرة الكاليفورنيَّة (B. v. pacificus). طائرٌ من مُنتزه تلال بارنل في سان فرانسيسكو.

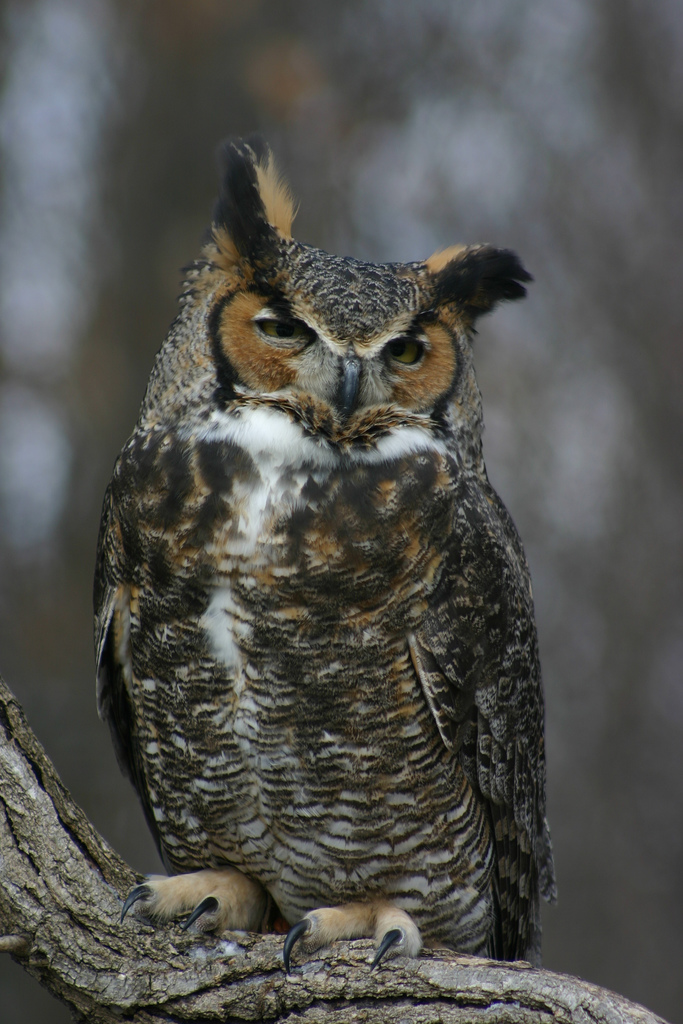
البومة القرناء الكبيرة المألوفة (B. v. virginianus).

يعترفُ العلماء بطائفةٍ واسعة من سُلالات البومة القرناء الكبيرة، يمكن تمييزها عبر فارق الحجم والأنماط اللونيَّة، وغالبًا ما تُعتبر هذه السُلالات مِثالٌ حي على صحة قاعدة گلوگر وبيرگمان، التي تنص أنَّ السُلالات والجمهرات قاطنة المناطق الأكثر رطوبةً وحرارة تميل لتكون أكثر غنىً بالألوان، وأن تلك قاطنة المناطق الباردة غالبًا ما تكون أكبر من قريباتها قاطنة المناطق الأكثر حرًّا.
- البومة القرناء الكبيرة المألوفة، Bubo virginianus virginianus (گملين، 1788)

الولايات المتحدة شرقًا من مينيسوتا حتى تكساس؛ وباتجاه الشمال الشرقي حتى سكوشا الجديدة (نوڤا سكوشا) وجزيرة الأمير إدوارد في كندا. مُقيمة مُفرخة.
شكلٌ بُني، مُخضبة بلونٍ أصهب ومُقلَّمة بتقليمات بُنية ضاربة للسواد. الأقدام سمراء مُصفرَّة إلى بُرتقاليَّة مُصفرَّة، غالبًا ما تكون مُقلَّمة بالأسود.
- البومة القرناء الكبيرة الأمريكيَّة الجنوبية، Bubo virginianus nacurutu (ڤييلوت، 1817)

شكلٌ قاطن للأراضي الواطئة، جمهراتها مُفككة تنتشر من شرق كولومبيا حتى الغويانات؛ وأيضًا من بوليڤيا والبرازيل جنوب حوض الأمازون وصولاً إلى جنوب الأرجنتين؛ مُفرخة مُقيمة. يُحتمل أنها تضم بضعة سُلالات مُقترحة هي: scotinus، elutus، وdeserti. حالة هذا الشكل، وبالأخص العلاقة بين الجمهرات ومع السلالة nigrescens والبومة القرناء الماجلَّانيَّة، بحاجة لمزيدٍ من الأبحاث.
الريش بُني كامد والمنقار طويل؛ الطيور قاطنة الداخل البرازيلي شبه القاحل غالبًا ما تتمتع ببياضٍ كثير على أعلى ذيلها- وبكواسٍ لآذانها. هذه السُلالة هي الوحيدة ذات القزحيَّة كهرمانيَّة اللون، عوض أن تكون صفراء.
- البومة القرناء الكبيرة الشماليَّة، Bubo virginianus subarcticus هوي، 1852

يمتد موطن تفريخها من منطقة ماكنزي بكولومبيا البريطانيَّة شرقًا حتى خليج هدسون؛ أقصى مدى تبلغه جنوبًا غير مُحدد لكن يُحتمل أنها تصل على الأقل حتى مونتانا وداكوتا الشمالية. الطيور غير المُفرخة غالبًا ما توجد جنوب خط العرض 45°جـ، وفي أحيان قليلة أبعد من ذلك. تضم الطيور الموصوفة على أنها السُلالة occidentalis (استنادًا إلى طائرٍ مُشتٍ وحيد) والسُلالة sclariventris. كان اسم النوع القديم wapacuthu يُستخدم لوصف هذه السلالة، لكن لم يكن من المؤكد أنَّ ربطه بأصنوفة مُعينة مُعينة أمرٌ صحيح علميًّا، لذا جرت العادة على اعتباره اسمٌ علميّ مشكوك بصحته. الجمهرة الموصوفة على أنها السُلالة algistus يُحتمل أن تكون وُصفت بالاستناد إلى أفرادٍ شاردة جنوبًا و/أو أفراد لم يكتمل نموها من هذه السُلالة وغيرها من شاكلة: saturatus وlagophonus.
شكلٌ باهت، أغبر إلى مِبيَّض الريش مع مسحةٍ برتقاليَّة مصفرَّة على القسم العلوي؛ القسم السفلي مُقلَّم بتقليمات سوداء باهتة عند بعض الأفراد وقاتمة عند أخرى. الطيور الأكثر بُهتانًا شبيهة بإناث البومة البيضاء من على بُعد. القوائم مبيَضَّة إلى بُرتقاليَّة مصفرَّة، لا يظهر عليها إلّا اليسير من التقليمات، وعند بعض الأفراد لا تظهر أيَّة تقليمات على الإطلاق. أضخم السُلالات جسدًا.
- البومة القرناء الكبيرة الكاليفورنيَّة، Bubo virginianus pacificus كاسين، 1854

وسط وجنوب كاليفورنيا غرب صحراء نيڤادا باستثناء وادي سان هواكين، جنوبًا حتى شمال غرب باها كاليفورنيا، بالمكسيك. يتقاطع موطنها مع موطن السُلالة pallescens في مقاطعة سان دييگو، في كاليفورنيا. مقيمة مُفرخة.
غنيَّة باللون البُني، تقليمات القسم السفلي داكنة لكن أقل وضوحًا للعيان من تقليمات السُلالة saturatus. منطقة عظم العضد سوداء. القوائم مُبرقشة برقطٍ داكنة.
- البومة القرناء الكبيرة الساحليَّة، Bubo virginianus saturatus ريدجواي، 1877

ساحل المحيط الهادئ من جنوب شرق ألاسكا وصولاً إلى شمال كاليفورنيا. مُفرخة مُقيمة.
شكلٌ قاتم، وكامد اللون، وبعض الأفراد ضاربة للرمادي، ذي قسم سفلي غزير التقليم. القوائم مكفهرَّة.
- البومة القرناء الكبيرة الأنديزيَّة الشماليَّة، Bubo virginianus nigrescens بيرليپش، 1884

جبال الأنديز؛ المناطق القاحلة والمعتدلة وأراضي الپونا العشبيَّة من كولومبيا حتى شمال غرب الپيرو. مقيمة مُفرخة.
شكلٌ قاتم، بُني ضارب للرمادي ذو بُقعٍ غبساء كثيفة.
- البومة القرناء الكبيرة الصحراويَّة، Bubo virginianus pallescens ستون، 1897

تنتشرُ من وادي سان هواكين عبر الجنوب الشرقي مرورًا بالمناطق القاحلة في جنوب شرق كاليفورنيا وجنوب يوتا شرقًا حتى غرب كنساس ثم جنوبًا حتى ولاية گيريرو وغرب ولاية ڤيراكروز في المكسيك؛ يتقاطع موطنها مع موطن السُلالة pacificus في مُقاطعة سان دييگو؛ يظهر أنَّ بعض الأفراد الشاردة من السُلالة lagophonus وجمهرة الجبال الصخريَّة (جبال الروكي)، شديدة الشبه، تختلط وتتشاطر ذات الموطن أيضًا. مُقيمة مُفرخة.
شكلٌ صغير باهت ذو لون بُرتقالي مصفرّ وتقليمات غير واضحة، بالأخص على القسم السفلي من الجسد. منطقة عظم العضد بُنيَّة قرمزية. أمَّا القوائم فبيضاء وغير مُرقطة في الغالب.
- البومة القرناء الكبيرة الياكوتانيَّة، Bubo virginianus mayensis (نيلسون، 1901)

شبه جزيرة يوكاتان. مُقيم مُفرخة.
شكلٌ صغير الحجم، مُعتدل البُهتان.
- البومة القرناء الكبيرة لباها كاليفورنيا، Bubo virginianus elachistus بروستر، 1902

جنوب باها كاليفورنيا، المكسيك. مُقيمة مُفرخة.
لونها شبيه بلون السُلالة pacificus، لكنها أصغر بمقدار يتراوح بين 5 و10%؛ بعض الجمهرات يتقاطع موطنها مع موطن السُلالة سالفة الذِكر. تُعدّ أصغر الجمهرات كلها.
- البومة القرناء الكبيرة الشماليَّة الشرقيَّة، Bubo virginianus heterocnemis (أوبرهولستر، 1904)

تُفرخ في شرق كندا (شمال كيبيك، ولابرادور، ونيوفاوندلاند). تقطعُ خلال الشتاء إلى جنوب أونتاريو وصولًا إلى شمال شرق الولايات المتحدة. يعتبر البعض أنها مُجرَّد جمهرة من السُلالة saturatus الكاليفورنيَّة.
شكلٌ قاتم ورمادي وشديد التقليم. القوائم باهتة ومُبرقشة مُكفهرَّة.
- البومة القرناء الكبيرة الشماليَّة الغربيَّة، Bubo virginianus lagophonus (أوبرهولستر، 1904)

تُفرخ من داخل ألاسكا جنوبًا عبر المناطق الجبليَّة في كولومبيا البريطانيَّة حتى أوريغون، ومنطقة نهر الأفعى، وشمال غرب مونتانا. أفادت بعض التقارير أنها تُهاجر جنوبًا حتى كولورادو وتكساس في الشتاء. يعتبر البعض أنها مُجرَّد جمهرة من السُلالة saturatus الكاليفورنيَّة.
أكثر غنىً باللون الرمادي من السُلالة saturatus، عدا ذلك فهي شديدة الشبه. القوائم مُقلَّمة بتقليمات باهتة.
- البومة القرناء الكبيرة لأمريكا الوسطى، Bubo virginianus mesembrinus (أوبرهولستر، 1904)

برزخ تيهوانتپيك وصولًا إلى غرب پنما. مُقيمة مُفرخة.
شكلٌ متوسط الحجم؛ أقتم لونًا من السُلالة mayensis.
- بومة الجبال الصخريَّة القرناء الكبيرة، Bubo virginianus pinorum ديكرمان وجونسون، 2008

تفرخ جمهرة الجبال الصخريَّة جنوب نهر الأفعى جنوبًا حتى أريزونا، ونيومكسيكو، وجبال گوادالوپيه. يُعتقد أنهاتوجد في هضبة مودوك وبحيرة مونو غربًا. كانت توضع سابقًا ضمن السُلالة occidentalis، لكنها وصفت مؤخرًا كسلالة مُستقلة.
شكلٌ مُعتدل في لونه الرَّمادي، تأتي وسطًا بين السُلالة lagophonus والسُلالة pallescens. مُعتدلة التقليم ذات مسحة بُرتقالية ضاربة للصفار على القسم السفلي من جسدها. القوائم مُبرقشة.
إحدى أنواع البوم البائدة من العصر الحديث الأقرب (الپليستوسين)، Bubo sinclairi، يُحتمل أن تكون سُلالة بائدة من هذا النوع؛ وإن صحَّ هذا، فإنَّه يُحتمل أن تكون سلف السُلالتين pacificus/pallescens من البومة القرناء الكبيرة.

## الانتشار

### الموطن

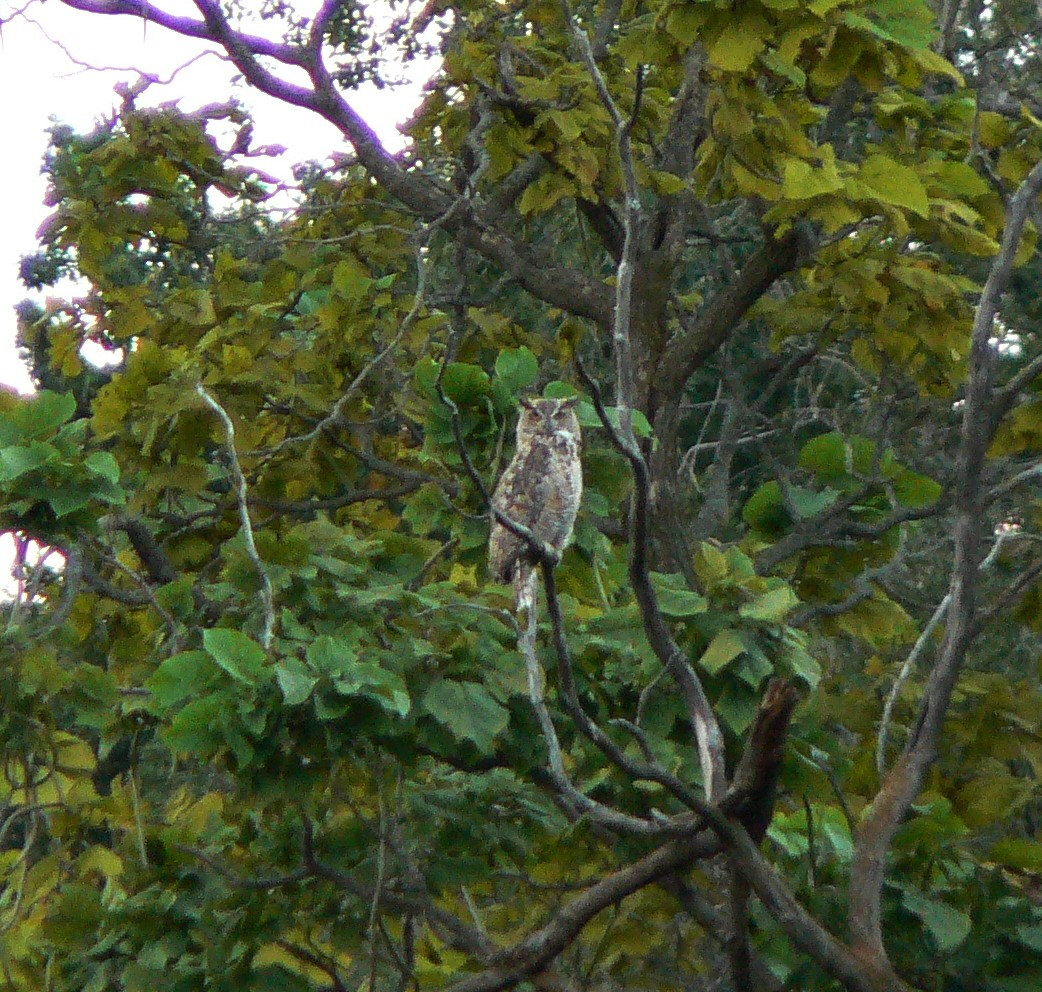
بومة قرناء كبيرة جاثمة على إحدى الأغصان وسط الأشجار.

يمتد موطن تفريخ البومات القرناء الكبيرة من المناطق شبه القطبيَّة في أمريكا الشماليَّة، ويُغطي مُعظم أقاليم القارَّة سالفة الذِكر وأمريكا الوسطى، عبر أمريكا الجنوبيَّة حتى أرض النار جنوبًا، وهي أقصى طرف للقارَّة. تغيب هذه البومات عن جنوب غواتيمالا، والسلڤادور، ونيكاراغوا، وپنما، في وسط القارَّة، وغابات الأمازون المطريَّة، وجنوب غرب أمريكا الجنوبيَّة، بالإضافة إلى جزر الهند الغربيَّة، وأغلب الجزر الواقعة قِبالة سواحل القارَّة. تُعدّ أكثر أنواع البوم انتشارًا في الأمريكتان.

### الموائل الطبيعيَّة
هذه البومات إحدى أكثر أنواع البوم تأقلمًا، إذ يُمكن العثور عليها في موائل طبيعيَّة مُختلفة ومُتناقضة المناخ، منها: الغابات النفضيَّة، والغابات الصنوبريَّة، والغابات المُختلطة، والغابات المطريَّة الاستوائيَّة، وسهول الپامپا، والمروج الأمريكيَّة الشماليَّة، والمناطق الجبليَّة، والصحاري، والتندرة شبه القطبيَّة، والسواحل الصخريَّة، وسبخات الأيكة الساحليَّة (القرم أو المنغروف)، وبعض المناطق الحضريَّة أيضًا. يندرُ العثور عليها في المناطق الأكثر تطرفًا من هذه الموائل، من شاكلة الداخل الصحراوي والغابات المطريَّة الكثيفة، والمناطق الجبليَّة التي تعلو خط الأشجار، كما تغيب عن الأراضي الرطبة التي لا تعرف ظاهرة المد والجزر، وأقاصي التندرة القطبيَّة. مساكنها المُفضلة هي تلك المناطق حيث تتجاور الموائل المكشوفة والأحراج، إذ أنها تحتاج الأولى لتصطاد، والثانية لتحتمي وتثم وتُنشأ أعشاشها، وبهذا فإنَّ الأرياف قليلة السُكَّان تُشكِّلُ موئلًا مثاليًا بالنسبة إليها. يُمكنُ العثور على هذه البومات في المناطق الحضريَّة أو شبه الحضريَّة في أحيانٍ قليلة، غير أنَّه يَظهر أنها تُفضِّلُ الأماكن حيث ينخفض النشاط البشري إلى أدنى مستوياته، لذا فإن عُثر عليها في هكذا موئل، فإنها غالبًا ما تكون قد استوطنت مُنتزهًا أو حرجًا محليًّا، مُخالفةً بذلك عادة البومة الصرَّاخة الشرقيَّة والبومة الصرَّاخة الغربيَّة، شائعتا الوجود في الموائل بشريَّة الصنع. تقطن البومات القرناء الكبيرة المُفرخة حوزها بصورةٍ دائمة ومستمرَّة، أمَّا الفراخ اليافعة التي لمَّا تُفرخ بعد، فتجول بحثًا عن أليفٍ وحوز خاص بها، وتستغي عن أي حوزٍ لا يُؤمِّنُ كفايتها من الطعام شتاءً.

## الإيكولوجيَّة

### الفيزيولوجيا وسلوك التغذِّي
تلجأ البومة القرناء الكبيرة إلى السريَّة والتخفي مثلها في ذلك مثل أغلب أنواع البوم، لتختفي عن عيون أعدائها وطرائدها على حدٍّ سواء. يتيح لون كِسوة هذه الطيور للأفراد أن تتموَّه بشكلٍ جيِّد وتندمج مع محيطها خلال الليل عندما تنشط وخلال النهار عندما تُمضي وقتها جاثمة تستريح. على الرغم من ذلك، يُمكن رؤيتها في بعض الأحيان أثناء النهار وهي جاثمةٌ في مواقعها المُفضَّلة، وهي غالبًا عِبارة عن أشجار مُعمِّرة ضخمة أو صخور كبيرة. لكن هذا كثيرًا ما يؤدي إلى تعرّضها لهجوم ومُضايقة طيور أخرى، وبالأخص الزيغان الأمريكيَّة (Corvus brachyrhynchos)، بما أنَّ هذا النوع من البوم هو المُفترسُ الرئيسي لفراخ الزيغان وبوالغها، إلى جانب الباز أحمر الذيل، فما أن تُضبط بومةً ما حتى تُسارع الزيغان إلى التجمهر وتنعق غاضبةً باتجاهها طيلة ساعاتٍ أحيانًا حتى تُرغمها على المغادرة، فإن حلَّقت البومة مُبتعدةً لاحقتها الزيغان حتى تطردها تمامًا.

#### البصر

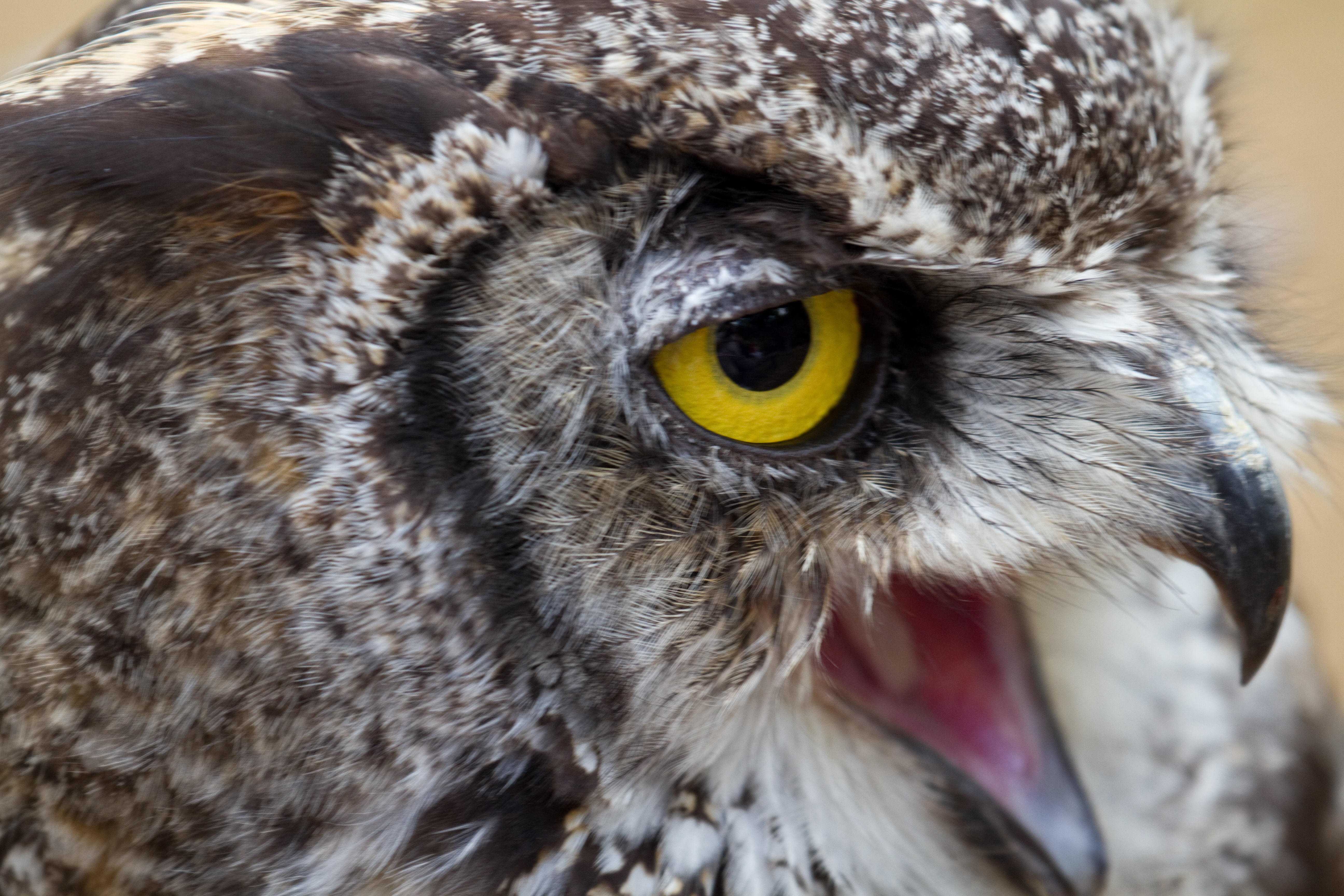
لقطة مُقرَّبة لعين البومة القرناء الكبيرة ومنقارها الحاد.

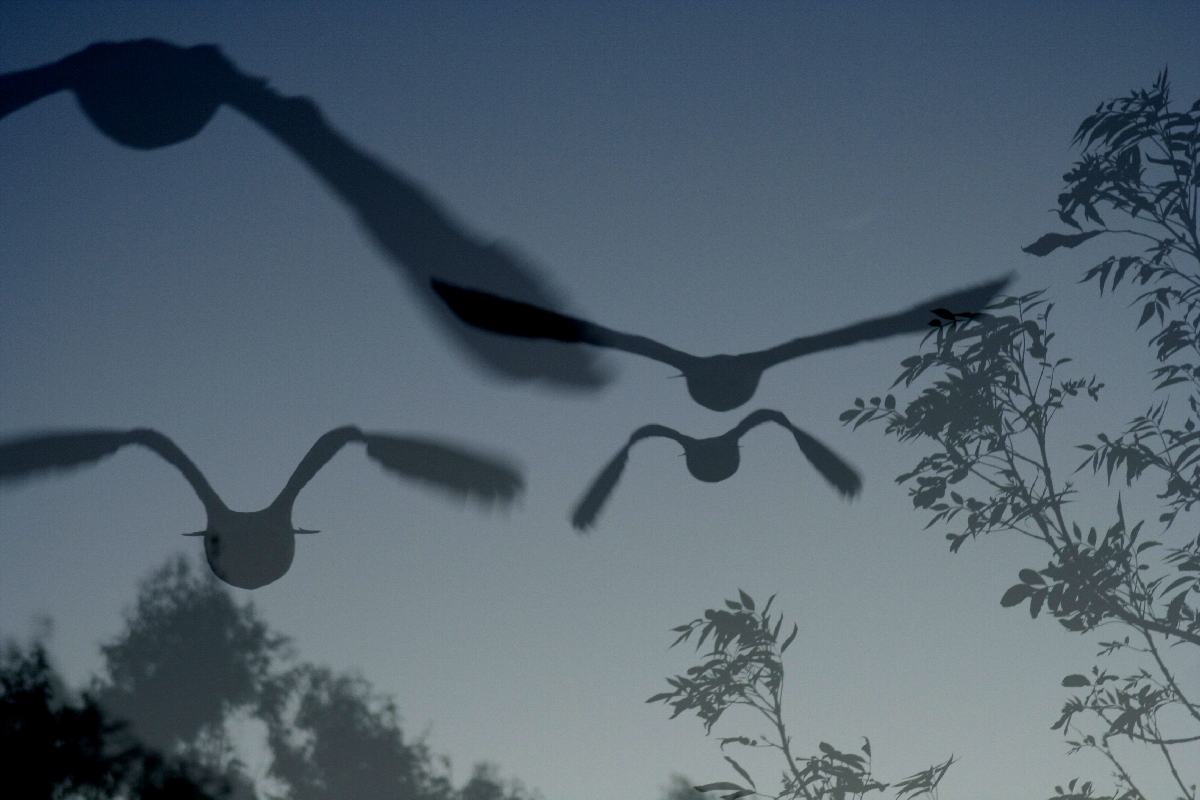
صورة مُركَّبة لمراحل طيران البومة القرناء الكبيرة.

تتمتَّعُ جميع البومات بنظرٍ مجهريّ حاد، يُتيح لها تحديد موقع طريدتها بدقَّة في أخفت الأضواء. يبلغ حجم عينا البومة القرناء الكبيرة حجم عينا الإنسان تقريبًا، وهي جامدة لا مُتحرِّكة في محجريها الدائرين. وبناءً على هذا فإنَّ البومة تضطر إلى تحريك كامل رأسها لترى ما يجري حولها، وعنقها قابل للدوران بمِقدار 270 درجة، لذا يُلاحظ أنَّها تُحرِّكُ رأسها فقط دون أن تُحرِّك باقي جسمها عندما ترغب بتحديد موقع طريدة مُعيَّنة أو لتضبط خطرًا مُحدقًا.

#### السَّمع
سمعُ البوم حادٌّ كبصرها، إن لم يكن أفضل منه حتى. تتمتعُ البومات بإدراكٍ لعمق ولارتفاع الأصوات (موقع صدوره: إن كان من الأعلى أو الأسفل) أفضل من إدراك البشر، وسبب ذلك هو عدم وقوع آذانها على ذات الموقع من طرفيّ الرأس، فالأذن اليُمنى غالبًا ما تقع في أعلى الجمجمة على درجةٍ مُختلفة بعض الشيء. تقوم البومة بإمالة رأسها أو تحريكه بعض الشيء حتى تسمع الصوت بنفس المِقدار في كِلا الأذنين، وعندها تستطيع أن تُحدد مصدره سواء أكان على مستوى عمودي أم أفقي.

#### المخالب
يصل مِقدار القوَّة الساحقة في مخالب البومة القرناء الكبيرة إلى حوالي 300 رطل لكل بوصة مُربَّعة، وهذا مِقدارٌ أعظم من المقدار الذي تقدرُ عليه اليد البشريَّة. أظهرت بعض التجارب أنَّ بعض الأفراد الضخمة من هذا النوع من البوم تُضاهي قوَّة السحق في مخالبها قوَّة جوارح أخرى أكبر حجمًا من شاكلة العقاب الذهبيَّة.

#### الصيد

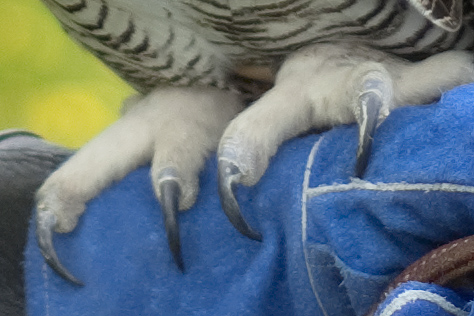
لقطة مُقرَّبة لأصابع قدم البومة القرناء الكبيرة ومخالبها.

تُحدد البومة موقع طريدتها أثناء جثمها على غصنٍ عريض أو جذع شجرة أو أي مجثمٍ مُرتفعٍ آخر، وفي بعض الأحيان تختفي كُليًّا إذ تندمج مع محيطها بفعل ضوء الغسق أو تتموَّه بين أوراق الأغصان. ومن هذا الموقع تهبطُ البومة لتُفاجئ طريدتها على الأرض، فتنقض عليها وقد طوّت جناحيها، وتمسك بها على حين غرَّة. كذلك تلجأ هذه البومة إلى أسلوب صيد آخر، فتُحلِّق على علوّ مُنخفض في منطقةٍ مكشوفة باحثةٍ عن أي أثر لطريدة، وفي أحيان قليلة يُمكن رؤيتها وهي تمشي على الأرض مُلاحقةً فريسةً صغيرة، كما قد تقتحم قنًّا لتفترس بعض فراخ الدجاج أو إحدى الدجاجات البالغة. كما عُرف عنها خوضها المياه الضحلة في أحيانٍ نادرة لتلتقط سمكةً أو ضفدعة وما شابه من الكائنات قاطنة المياه العذبة. يُمكنُ للبومة القرناء الكبيرة أن تلتقط الطيور والثدييات الشجريَّة مُباشرةً من على الأشجار دون أن تلحظ فريستها اقترابها، إذ أن ريش أجنحتها خشن يسمح لها بالعبور وسط الغطاء النباتي للغابة دون أن تُصدر كثيرًا من الضجَّة.
تفتك البومة بجميع طرائدها تقريبًا باستخدام مخالبها، والبعض الآخر عبر عضِّه ونقره في وجهه، وإن كانت الطريدة صغيرة الحجم، فسوف يبتلعها الطائر كاملةً. في بعض الأحيان تحمل البومة ذبيحتها على أحد الجذوع وتقتات عليها بعيدًا عن الأنظار، فتُقطعها أربًا بمنقارها الحاد، أمَّا إن كانت الفريسة أكبر حجمًا منها، فإنها تقتات عليها في الموقع حيث قتلتها، لاستحالة رفعها عاليًا. تلجأ البومات القرناء قاطنة المناطق الشماليَّة الباردة إلى ترك طريدها (الضخمة غالبًا في تلك الأنحاء) تتجمَّد ثمَّ تعود إليها لاحقًا لتُذيب الثلج عنها باستخدام حرارة جسدها. وعندما يبتلع الطائر طريدةً كاملةً، يعود ليتقيأ فرائها وعظامها وغيرها من المواد غير القابلة للهضم، في شكل كُريات، بعد حوالي فترة تمتد بين 6 إلى 10 ساعات، في ذات الموقع حيث افترستها غالبًا. وهذه الكُريات رماديَّة أو بُنيَّة ضخمة الحجم، يتراوح طولها بين 7.6 إلى 10.2 سنتيمتر (3.0 إلى 4.0 إنشات)، وتصل سماكتها إلى 3.8 سنتيمترات (1.5 إنشات)، وقد عُثر في داخل بعضها على جماجم كاملة يصل عرضها إلى 3 سنتيمترات (1.2 إنش).

### الطرائد

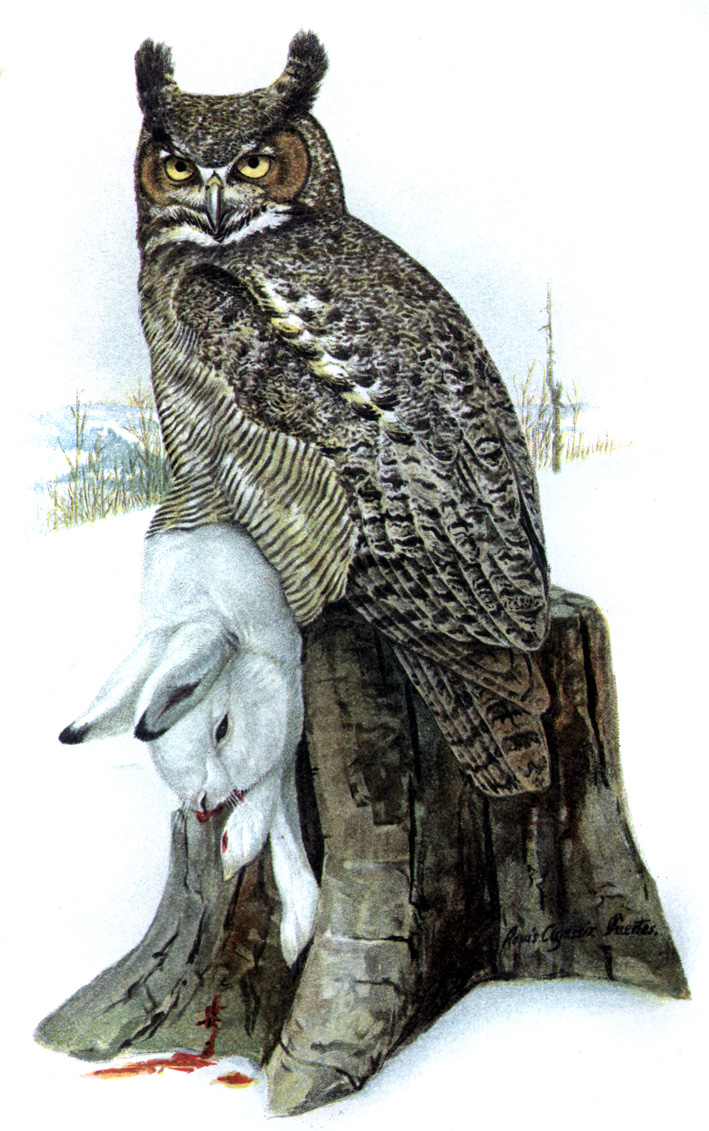
رسم لبومة قرناء كبيرة وقد فتكت بقوَّاع ثلجي النعال.

تقتات البومات القرناء الكبيرة على كُل ما يتوفَّر لها من طرائد قادرة على الفتك بها، كما يقول أحد الكُتَّاب: «كُل كائنٍ يمشي، أو يطير، أو يسبح، عدا الثدييات الضخمة، يُشكِّلُ طريدةً مُحتملةً للبومات القرناء الكبيرة». الطرائد الغالبة هي الثدييات الصغيرة ومتوسطة الحجم، من شاكلة القوَّاعات (الأرانب البريَّة) والأرانب، التي أظهرت الإحصاءات أنها أكثر طرائد البوم شيوعًا، إلى جانب القوارض الصغيرة والمتوسطة، مثل: الجرذان، والسناجب، والسناجب الطائرة، والفئران، واللواميس، وفئران الزرع. من الثدييات الأخرى التي تقتات عليها بانتظام: الزبابات، والخفافيش، والمدرَّعات (الأرمديلات)، وجرذ المسك، والخز (الدلق)، وبنات عُرس. أظهرت الدراسات ما يُمكن توقعه أصلًا، وهو أنَّ الثدييات ليليَّة النشاط مثل الأرانب والزبابات والقوارض الفأريَّة هي من بين أكثر الطرائد تفضيلًا عند البوم. دائمًا ما تُعد البيزان حمراء الذيل (Buteo jamaicensis) مُنافسةً مُحتملةً للبومات القرناء الكبيرة بسبب تقاطع موطن النوعين (في أمريكا الشماليَّة)، وتفضيلهما ذات الموائل الطبيعيَّة ونفس الطائفة من الطرائد. تُعدُّ البومة القرناء الكبيرة أيضًا مُفترسةً رئيسيِّة لبعض أنواع الثدييات الأكبر منها حجمًا، من شاكلة الشياهم، والمراميط، والظرابين. ويُشيرُ مُختبر كورنيل لعِلم الطيور أنَّ هذا النوع من البوم هو في واقع الأمر المُفترس الوحيد المعروف للظرابين.
تُشكِّلُ الطيور أيضًا جزءًا مُهمًّا وكبيرًا من غذاء البومة القرناء، وتتراوح أحجام طرائدها منها، من تلك الصغيرة مثل المُليك، إلى البلشون الأزرق الكبير (Ardea herodias)، وفراخ التم. تشتمل قائمة طرائدها الطيريَّة على: النَّقَّارات، والطَّيهوج، والزيغان، والحمام، والبلاشين، والنوارس، والسُماني، والدجاج الرومي، والكثير من أنواع العصفوريَّات. كذلك تصطاد الطيور المائيَّة غالبًا، مثل الغرَّة والبط، وحتَّى بعض الجوارح متوسطة الحجم من شاكلة الباز أحمر الذيل والبومة البيضاء. تلتقطُ هذه البومة بعض الطيور نهاريَّة النشاط خلال الليل أثناء جثومها ونومها على أحد الأغصان، كما تفتك بالعشرات من أنواع البوم الأخرى قاطنة الأمريكتين. تُنتفُ الذبيحة الطيريَّة قبل الاقتيات عليها، وغالبًا ما تُقطِّعُ البومة قوائم الطائر القتيل وأجنحته وترميها بدلًا من أكلها.
تقتات البومات القرناء أيضًا على الزواحف، التي تصل في قدِّها إلى حجم صغار القاطور الأمريكي، كما تأكل البرمائيات، والأسماك، والقشريات، وحتى الحشرات، والديدان المئوية، والعقارب، وديدان الأرض، تقتات عليها بين الحين والآخر، لكنها تُعد بمثابة مُكملات غذائيَّة فقط، كما تفترس بعض الحيوانات المستأنسة من شاكلة القطط. والكلاب صغيرة الحجم أو اليافعة. بالإضافة إلى الفرائس الطازجة، تقتات البومة القرناء على الجيفة في بعض الأحيان، فتُقمم الحيوانات الميتة بما فيها تلك التي لاقت حتفها صدمًا بسيَّارة أو شاحنة مُسرعة. يلجأ بعض الناس إلى حيلةٍ بارعة للتخلًّص من القواراض وغيرها من الآفات المُزعجة في حدائقهم، فينصبون مُجسَّمًا پلاستيكيًّا للبومة في الحديقة أو على الشُرفة، فيُخيف أغلب الحيوانات الصغيرة ويرغمها على الابتعاد.

### التكاثر

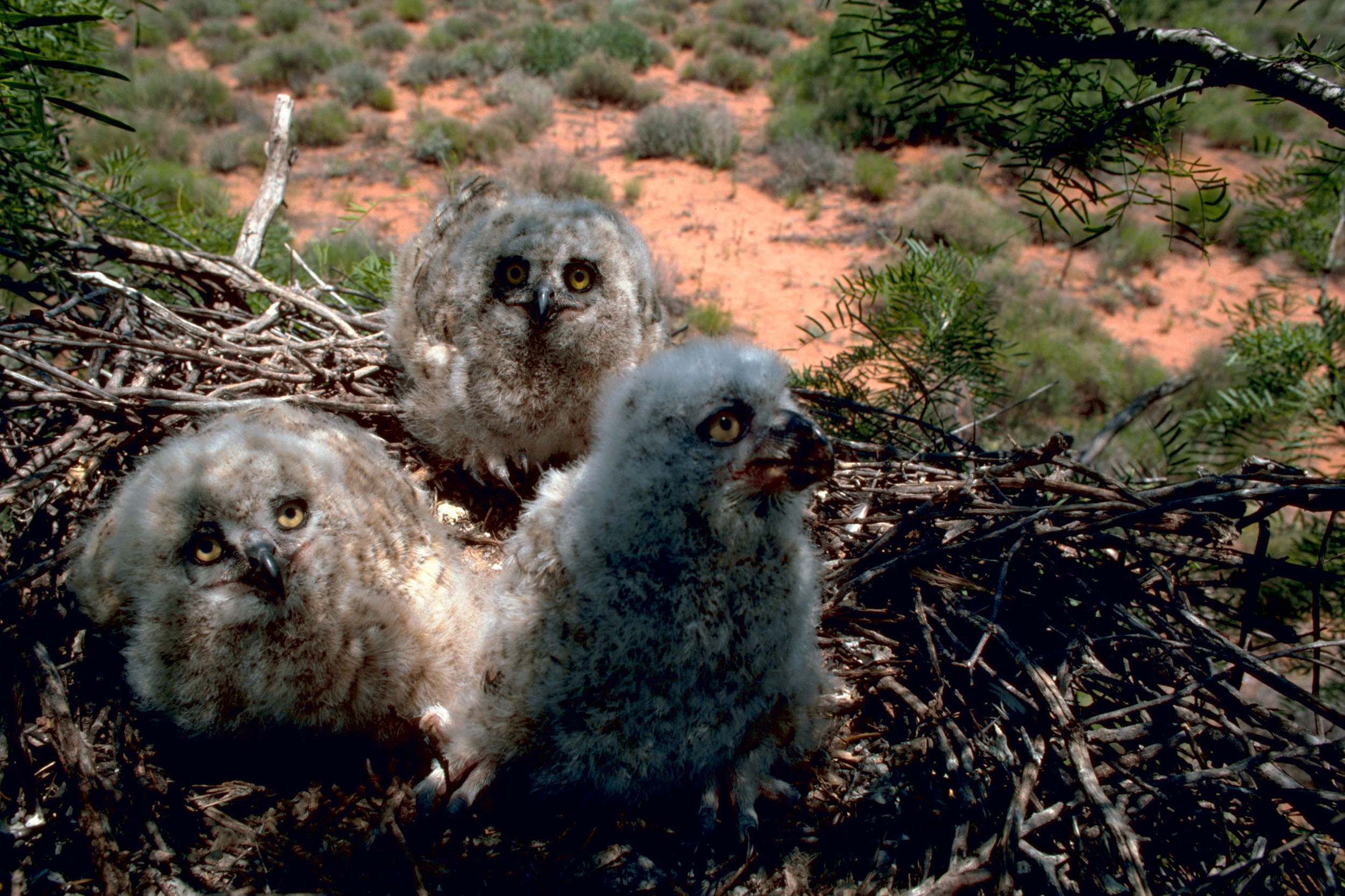
فراخ بومة قرناء كبيرة في نيومكسيكو.

البومات القرناء الكبير هي إحدى أبكر الأنواع تفريخًا في أمريكا الشماليَّة، فهي تُفرخ خلال الفترة المُمتدة من أوائل يناير حتى أوائل فبراير، كما سُمعت بعض الأفراد منها وهي تُنادي بعضها بنداء التودد خلال فترةٍ سابقةٍ على هذه، وبالتحديد خلال شهر أكتوبر. ويُعتقد أنَّ سبب تفريخها في هذا الوقت يرجع إلى طول الليل، أي الفترة التي تنشط فيها، خلال هذه الفترة من السنة. أغلب الطيور تنتقي أليفتها بحلول شهر سبتمبر، بعد أن تكون قد أمضت فترة قبل ذلك في التودد والاقتراب من بعضها. أمَّا بالنسبة للطيور قاطنة المناطق الاستوائيَّة، فإنَّ مواقيت تفريخها غير مُحددة على وجه الدقَّة.

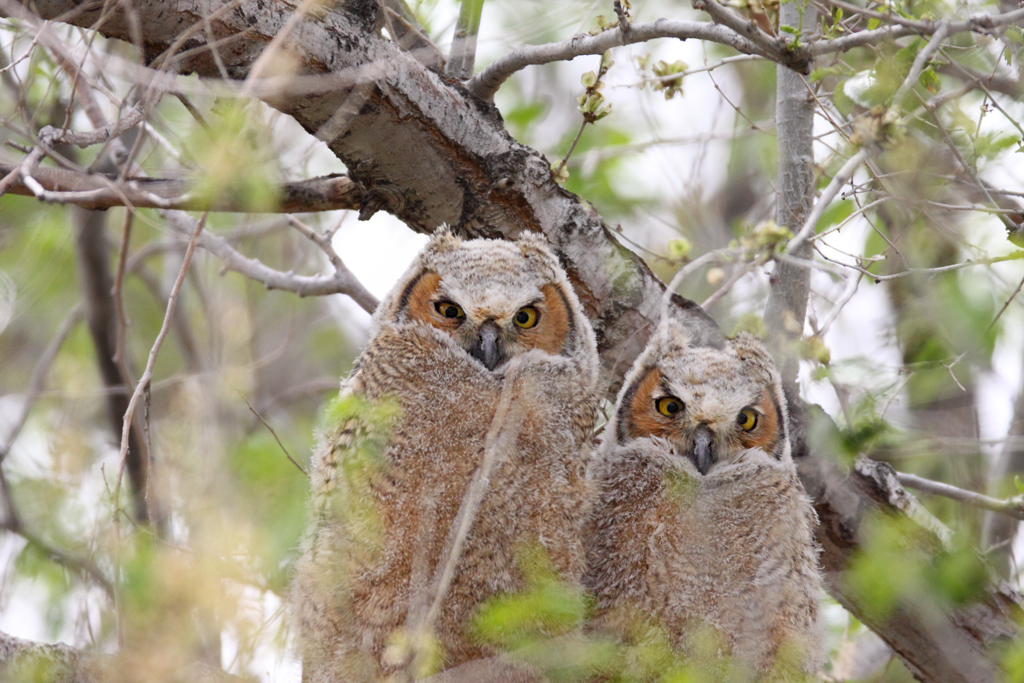
فراخ يافعة.

يجتذب الذكر إحدى الإناث عبر النعيب المتواصل اللافت للنظر، ويميل جانبًا بجسمه ويطوي ذيله إلى الخلف، وينفخ حلقه الأبيض حتى يُصبح كالكرة. تنعب الأنثى ردًّا على الذكر ما أن تلقاه، لكن نعيبها وعرضها الجسدي أكثر خنوعًا وخضوعًا من ذاك الخاص بالذكر. يتناسل الأليفان سنةً تلو الأخرى، وقد يبقيان سويًّا طوال حياتهما، مع العلم أن رِباطهما يُصبح أكثر فضفضةً ما أن تُصبح الفراخ شبه مُستقلَّة. حال هذه البومات ممُاثلٌ لحال جميع أنواع البوم الأخرى من ناحية التعشيش، فهي لا تُنشأ عُشًّا خاصًّا بها، بل تستولي على عُشٍّ مهجور لنوعٍ آخر من الطيور الضخمة، وقلَّما تُجري عليه أي تعديل عدا تبطينه ببعض الريش. من أبرز الأنواع التي تُفضِّلُ هذه البومات السيطرة على أعشاشها في أمريكا الشماليَّة: أعشاش الغربان والزيغان والبيزان حمراء الذيل والسناجب الضخمة. لكنها على الرغم من ذلك لا تعتمد على تلك الأعشاش اعتمادًا تامًّا، بل تُفرخ أيضًا في فجوات الأشجار وجذالها، والمباني المهجورة، والمنصات الاصطناعيَّة. بالإضافة إلى المواقع سالفة الذِكر، يُمكن العثور على أعشاشها في جذوع الأشجار اليابسة، وعلى النتوءات الصخريَّة المحجوبة، وحتى في أعشاش البلاشين. تختار الذكور موقع التعشيش، وتجتذب الأنثى إليها عبر الطيران إليه ومن ثمَّ تدوسها بقوَّة.
تتألَّف الحضنة في العادة من بيضتين، على أنَّ حجم الحضنة يمكن أن يتراوح من بيضة واحدة إلى 6 بيضات (يندر أن يفوق عدد البيض 4 بيضات)، بحسب الظروف البيئيَّة. يصل مُعدَّل عرض البيضة إلى 1.8 إنشات (46.5 ميليمترات)، ومُعدَّل طولها إلى 2.2 إنش (55.2 ميليمتر)، ويصل متوسط زنتها إلى 1.8 أونصات (51 غرامًا). تتراوح فترة الرخم بين 28 إلى 37 يومًا، ومتوسطها 33 يومًا. تتولى الأنثى وحدها مهمَّة الرخم، ولا تُغادر العش طيلة فترة الحضن إلّا فيما نَدر، ويقوم الذكر بإحضار الطعام لها. تستمر الأنثى تحضن الفراخ حتى تبلغ من العمر أسبوعين تقريبًا، بعد ذلك تبدأ هذه الفترة بالانخفاض تدريجيًّا. يتولَّى الذكر مهمة إطعام الأنثى والفراخ طيلة هذين الأسبوعين، وعندما تبلغ الأخيرة حوالي 6 أسابيع تغادر العش لتجثم على إحدى الأغصان القريبة، ومن ثمَّ تحلِّق مُبتعدةً بعد أسبوعٍ آخر، لكنها لا تُتقن الطيران تمامًا إلّا عند بلوغها ما بين 10 إلى 12 أسبوعًا. تستمر الفراخ تتطلَّب العناية والغذاء من أبويها حتى بعد 5 أشهر من مغادرتها العش، أي وصولًا إلى شهر أكتوبر تقريبًا، وأغلبها لا يستقل تمامًا عن والديه قبل أن يُفرخا مرَّة أخرى في السنة القادمة (خلال ديسمبر غالبًا). تُفرخ الصغار بدورها بعد عام أو اثنين، وتمضي حياتها مُرتحلة حتى تعثر على حوزٍ خاص بها.

### أمد الحياة والمخاطر

#### المُفترسات

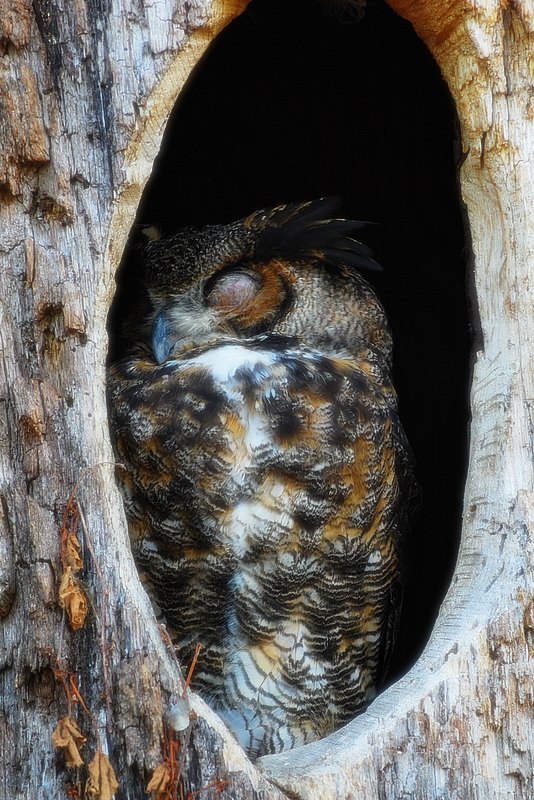
بومة قرناء كبيرة راقدة داخل جذع شجرة مجوَّفة.

تتعرَّض بيوض البومات القرناء الكبيرة، وفراخها ويوافعها للافتراس من قِبل الثعالب، والقيوطات (ذئاب المروج)، والقطط الشاردة. أمَّا البوالغ فلا مُفترس لها تقريبًا، لكن يُمكن أن تُلاقي حتفها في قتالٍ مع ضوارٍ كبيرة أخرى من شاكلة العقبان، والبيزان الشماليَّة، والبومات البيضاء، وغيرها من البومات القرناء الكبيرة خصوصًا. يُعرف عن الشواهين أنها تضايق هذه البومات إن اقتربت كثيرًا من مواقع تفريخها، وأنها تُطاردها حتى ترغمها على الرحيل، لكنها لا تقتلها. من الحالات النادرة، بل شديدة الندرة، التي وُثَّق فيها مقتل طائر بالغ على يد مُفترسٍ آخر، حالة حصلت في ولاية ويسكنسن الأمريكيَّة، عندما فتكت عُقابٌ رخماء ببومة قرناء كبيرة واقتاتت عليها على مقربة من ملعب گولف. يصل أقصى مدى حياة لهذه الطيور في البريَّة إلى 13 سنة، أمَّا البومات الأسيرة فيمكن أن تبلغ 38 سنة.

#### مخاطر أخرى
أغلب أسباب النفوق في الوقت الحالي يقف ورائها البشر. فكثيرٌ من البوم يصطدمُ بمنشآتٍ بشريَّة الصنع أثناء طيرانه، بما فيها خطوط التوتر العالي التي تصعقها على الفور وتقتلها، كما يُصاب البعض منها بجروح قاتلة جرَّاء اصطدامه بالمباني أو السيَّارات. كانت أغلب الولايات والمُقاطعات الأمريكيَّة والكنديَّة تُعد هذه الطيور من بين الآفات غير المرغوبة نظرًا لعادتها في صيد الدواجن الصغيرة وطيور الطرائد التي يُفضلها الصيَّادون، بناءً على هذا وُضعت جوائز ضئيلة مُقابل كُل طائر يُقتل منها. على الرغم من هذا، من المؤكد أنَّ هذه الطيور قلَّما تُهاجم الدواجن والحيوانات المُستأنسة، كما أن طرائدها تشمل في الغالب أنواعًا لا يستهدفها الصيَّادون بشكلٍ أكبر من الأنواع التي يستهدفونها. لا زال البعض يأسرُ هذه الطيور بين الحين والآخر، إلّا أنَّ ذلك أصبح يُعد أمرًا غير مشروع في أغلب البلدان التي تقطنها، كما لعب ازدياد الوعي البيئي وحماية البوم دورًا في إكثار أعدادها وإبعاد شبح الانقراض عنها. تقتاتُ هذه البومات على بعض الأنواع المُهددة بالانقراض بين الحين والآخر، الأمر الذي أدّى إلى طلب البعض بإزالة جمهراتها قاطنة ذات المناطق التي تتشاطرها مع الأنواع المهددة حتى تتسنّى الفرصة للأخيرة حتى تتكاثر، ومن أبرز الأحداث التي كان للبوم فيها دور في تعريض أنواع مُهددة أصلًا إلى خطرٍ مُضاعف، حالة الشواهين التي قفزت جمهراتها قفزةً نوعيَّة من على شفير الانقراض بعد أن تمَّ حظر استخدام مُبيد الآفات DDT الذي كان قد تسبب بانحدار أعدادها، فأعيد إدخالها إلى مناطق كثيرة كانت تقطنها، لكن عددًا من تلك المواقع لم يعرف ازدهارًا ملحوظًا في أعداد تلك الصقور بسبب تعرَّض فراخها لافتراس البومات القرناء الكبيرة غالبًا. يُصنِّفُ الاتحاد العالمي للحفاظ على الطبيعة البومات القرناء الكبيرة على أنها غير مُهددة بالانقراض على الإطلاق لانتشارها عبر موطنٍ شاسع وغزارة أعدادها.